# Zabol

Zabol (persa زابل) es una ciudad en la provincia de Sistán y Baluchistán, en Irán, en la frontera tanto con Afganistán como con Pakistán. No debe confundirse con Zābul en Afganistán.
Se calcula que tiene una población de 128.476 habitantes en 2005.
Zabol está ubicada cerca del lago Hamún y la región es irrigada por el río Hirmand. La gente de Zabol habla una variante del idioma persa conocido como sistaní o seistaní que es muy parecido al darí. Entre las tribus de la región están los Shahraki, Arbabi, Barani, Sarani, Fakhireh, Mir, Dahmardeh, Rashki, Sanchooli, Pahlevan, Faghiri, Divaneh, Gorg, Nohtani y Sayyadi. En años recientes estos nombres tribales aparecen en los apellidos de los habitantes de la zona. Hay en la ciudad también pastunes, baluchos y brahuis.
La región de Zabol es famosa por su "viento de 120 días" (bād-e sad-o-bist-roz), una tormenta de arena muy persistente en el verano que sopla de norte a sur. 
La ciudad alberga la Universidad de Zabol y cuenta con un aeropuerto regional. El héroe de Zabol es Rostam, una figura épica del Shahnameh de Firdusi.